# Nesiergus
Genre
Nesiergus est un genre d'araignées mygalomorphes de la famille des Theraphosidae.

## Distribution
Les espèces de ce genre sont endémiques des Seychelles.

## Liste des espèces
Selon World Spider Catalog (version 14.0, 2013) :
- Nesiergus gardineri (Hirst, 1911)
- Nesiergus halophilus Benoit, 1978
- Nesiergus insulanus Simon, 1903

## Publication originale
- Simon, 1903 : Histoire naturelle des araignées. Paris, vol. 2, p. 669-1080 (texte intégral).